# سوفییتسی
سوفییتسی (به بلغاری: Sofiytsi) یک منطقهٔ مسکونی در بلغارستان است که در شهرستان ژبل واقع شده‌است.